# کوین زوگولا
کوین زوگولا (انگلیسی: Kévin Zougoula؛ زادهٔ ۲۰ آوریل ۱۹۸۸) بازیکن فوتبال اهل ساحل عاج است.
از باشگاه‌هایی که در آن بازی کرده است می‌توان به باشگاه فوتبال دینامو بخارست اشاره کرد.
وی همچنین در تیم ملی فوتبال ساحل عاج بازی کرده است.